# Булюк Віталій Вікторович
Булюк Віталій Вікторович (народився 21 грудня 1969, с. Гладківка, Херсонська область, Голопристанський район) — депутат Херсонської обласної ради V – VII скликань, колаборант, начальник Херсонської митниці з 2007 до 2015 року. З 4 грудня 2015 року обраний на посаду заступника голови Херсонської обласної ради.
12 грудня 2022 автомобіль з колаборантом Балюком було підірвано у Скадовську .

## Освіта
1990 р. — Донецьке вище військово-політичне училище інженерних військ і військ зв'язку, спеціальність — військово-політична;
1995 р. — Київський державний економічний університет, спеціальність — економіка та управління виробництвом;
2008 р. — Таврійський національний університет імені В. І. Вернадського, спеціальність — правознавство;
2011 р. — Львівський регіональний інститут державного управління Національної академії державного управління при Президентові України, спеціальність — державне управління.
Науковий ступінь: доктор економічних наук.

## Трудова діяльність
1990 р. — проходив службу у розпорядженні командуючого військами Забайкальського військового округу.
1990—1991 рр. — вчитель фізичного виховання середньої школи № 1 м. Скадовськ.
1995—1996 рр. — комерційний директор товариства з обмеженою відповідальністю «Скадовськ — Хвиля».
1996—1997 рр. — інспектор митного поста «Скадовськ» Херсонської митниці ДМСУ.
1997—1998 рр. — головний інспектор митного поста «Скадовськ» Херсонської митниці ДМСУ.
1998—2002 рр. — заступник начальника митного поста " Скадовськ " Херсонської митниці ДМСУ.
2002—2003 рр. — начальник митного поста «Скадовськ» Херсонської митниці ДМСУ.
2003 р. — заступник начальника Херсонської митниці ДМСУ.
2003—2005 рр. — перший заступник начальника Херсонської митниці ДМСУ.
2005—2007 рр. — перший заступник начальника Миколаївської митниці ДМСУ.
2007—2012 рр. — начальник Херсонської митниці ДМСУ.
2012—2012 рр. — заступник начальника Департаменту розвитку митної інфраструктури та міжнародного співробітництва ДМСУ.
2012 р. — в.о. начальника Хмельницької митниці ДМСУ.
2012—2013 рр. — начальник Херсонської митниці Держмитслужби України.
2013—2015 рр. — начальник Херсонської митниці Міндоходів.
4 грудня 2015 року — обраний на посаду заступника голови Херсонської обласної ради.
З травня 2022 року — заступник голови окупаційної адміністрації Сальдо.
Був ліквідований.

## Нагороди та почесні звання
Нагрудний знак «За сумлінну службу в митних органах України», 2001 р.; нагрудний знак «Почесний митник України»,2007 р.; нагрудний знак «За сумлінну службу в митних органах України» 3 ступеня, 2009 р.; медаль «За вагомий внесок у розвиток м. Скадовська», 2009 р.; нагрудний знак «За бездоганну службу», 2010 р.; нагрудний знак «За досягнення в митній справі», 2 ступеня, 2010 р; нагрудний знак «За митну безпеку держави», 2 ступеня, 2011 р; нагрудний знак Золота зірка «За заслуги», 2011 р., орден «За заслуги» 3 ступеня, 2013 р., який Булюку особисто вручив Міністр доходів і зборів України Олександр Клименко.

## Особисте життя
Одружений. 
Дружина — Завгородня Олена Валеріївна, 1974 року народження. Освіта вища. Кандидат економічних наук. Викладач Міжнародного інституту бізнеса в м. Херсоні. 
Син — Булюк Віктор Віталійович, 1995 року народження. Під час парламентських виборів 2019 року балотувався від проросійської партії «ОПЗЖ» (Nº 117 у виборчому списку).
Син — Булюк Ігор Віталійович, 1998 року народження.
Донька — Булюк Дар'я Віталіївна, 2007 року народження. 